# Roth, Altenkirchen
Roth là một đô thị thuộc huyện Altenkirchen, trong bang Rheinland-Pfalz, phía tây nước Đức. Đô thị Roth, Altenkirchen có diện tích 3,8 km², dân số thời điểm ngày 31 tháng 12 năm 2006 là 1568 người.